# Farvel lille Grete
Farvel Lille Grete is een compositie van Niels Gade. Het is een toonzetting van onderstaande gedicht van Frederik Høedt (1820-1885).
Tekst:
“Ak, kæreste Hr. Guldsmed,
jeg har kun sorg og savn,
min Grete rejser fra mig
i dag til København.
Nu vil jeg gerne be'e ham,
min gode Mester Wiig,
at gøre mig en guldring
og skrive indeni:
Far vel, far vel, lille Grete."

"Ja vel, ja vel, bitt' Ole,
det skal du få, min ven.
Nå, vær nu ej så travrig,
- hun kommer nok igen.
Se, her er, hvad du ønsker,
den kosteligste ring,
og her, du, har jeg skrevet
med snirkler og med sving:
Farvel, farvel, lille Grete."

"Ak nej, ak nej, Hr. Guldsmed,
således var det ej."
"Jeg syntes dog, bitt' Ole,
jeg havde fattet dig."
"Ak nej, ak nej, Hr. Guldsmed,
ak nej, det var ej så.
Jeg bad ham om at skrive,
således at forstå:
Far vel, far vel, lille Grete!"
Het gaat over een misverstand tussen goudsmid (Guldsmed) en opdrachtgever. De goudsmid graveert een ring met de tekst Goede reis, terwijl de opdrachtgever Vaarwel (afscheid) bedoelde.